# Sapa

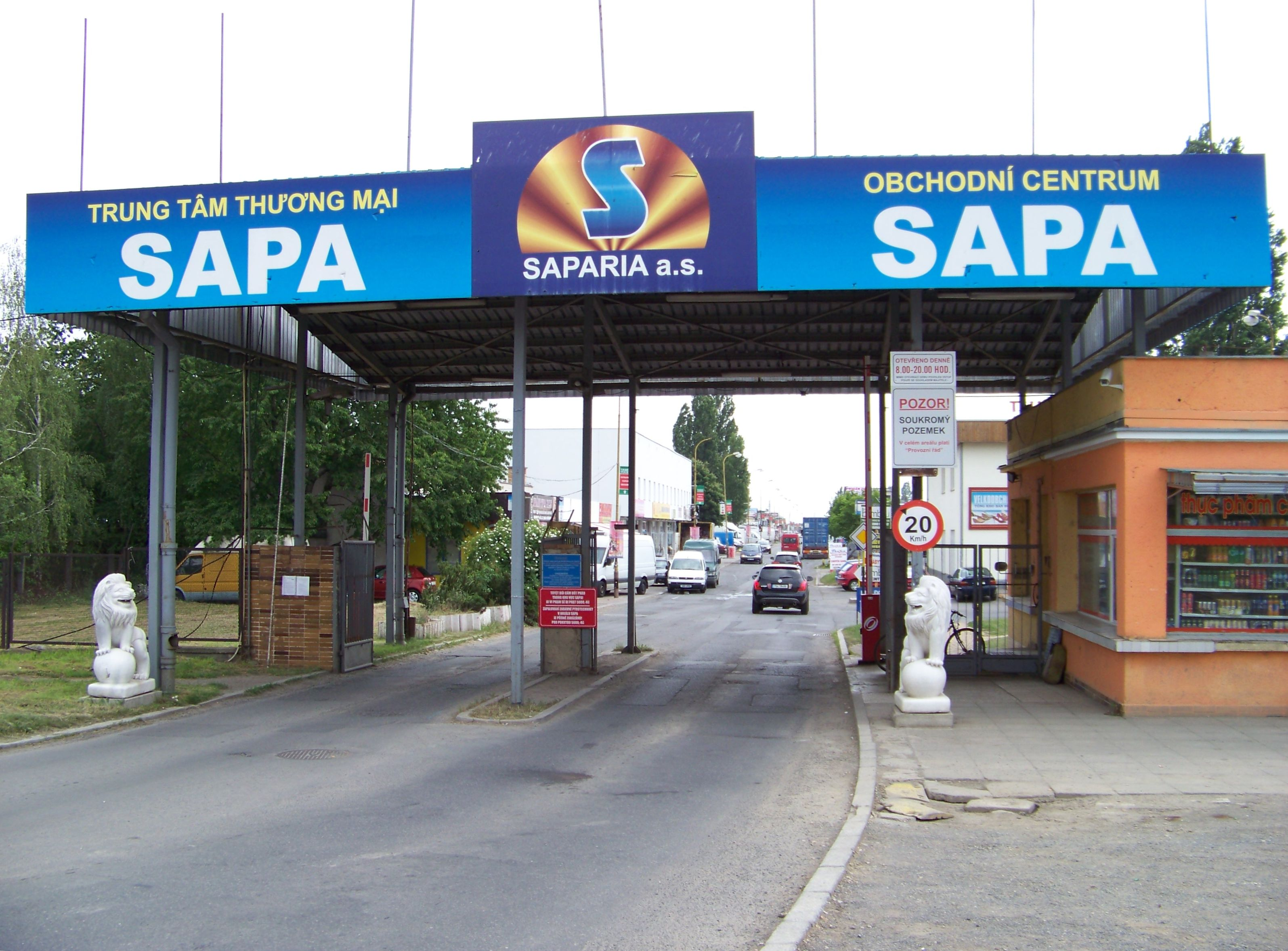
Sapa, západní brána (ul. V Lužích)

TTTM Sapa (vietnamsky Trung Tâm Thương Mại Sapa, znaky: 中心商賣沙垻, česky obchodní centrum Sapa, zkráceně jen Sapa, lidově Malá Hanoj, Pražská Hanoj či Malý Saigon) je vietnamské velkoobchodní centrum a tržnice, označované médii za město ve městě, působící od přelomu let 1999 a 2000 v areálu bývalého písnického masokombinátu a drůbežárny v Praze. Bývalý masokombinát spadá hlavní částí do Písnice, nejvýchodnější částí do Kunratic.

## Historie

### Zánik drůbežáren

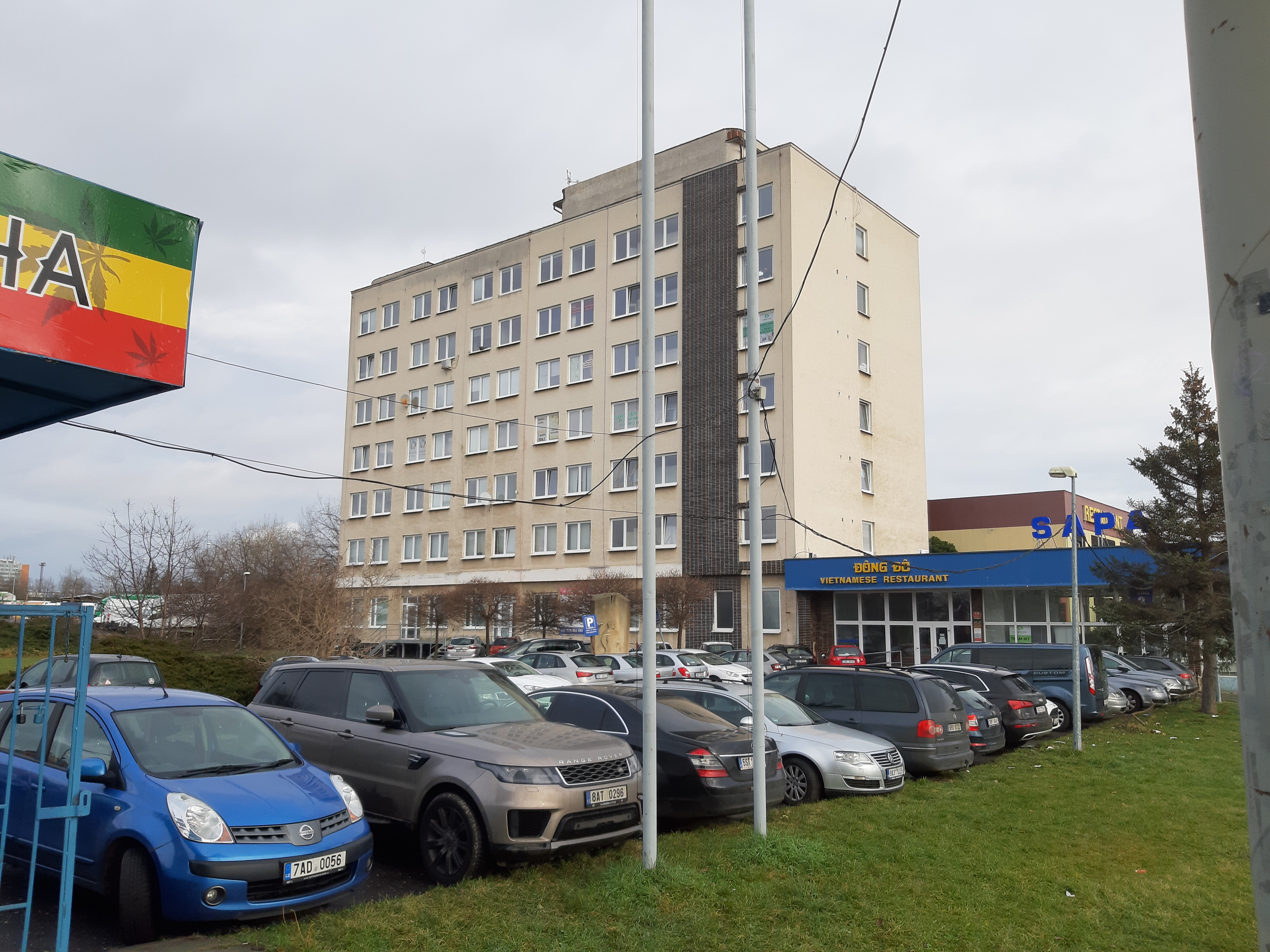
Vstupní část bývalého masokombinátu v Písnici, nyní vietnamského střediska SAPA

Masokombinát Písnice (Masokombinát Libuš, Masospol Písnice) a Drůbežářské závody Libuš (Pražské drůbežářské závody, naposledy Drůbežářský podnik Libuš a. s.) přestaly fungovat na konci 90. let 20. století. Masokombinát zanikl roku 1999 poté, co byl modernizován a obchodní skupina Satrapa, pod vlivem Františka Chvalovského, jej poté převzala a zkrachovala. Zánik drůbežářských podniků je přičítán vytunelování, na němž se prý podílela rodina bývalého komunistického ministra zemědělství Miroslava Tomana. Drůbežářský podnik ukončil svou činnost v roce 2007.

### Vietnamská tržnice
Bezprostředně po krachu obou písnických potravinářských závodů se jejich areály dostaly do vlastnictví vietnamské firmy. Začal zde vznikat vietnamský areál pro obchod, jídlo, služby, kulturu i náboženství. Stal se tak pomyslným českým centrem vietnamské menšiny v Česku.
V okolí Sapy bydlí mnoho Vietnamců ale i dalších cizinců. V areálu vznikl také buddhistický chrám.

#### Dny otevřených dveří

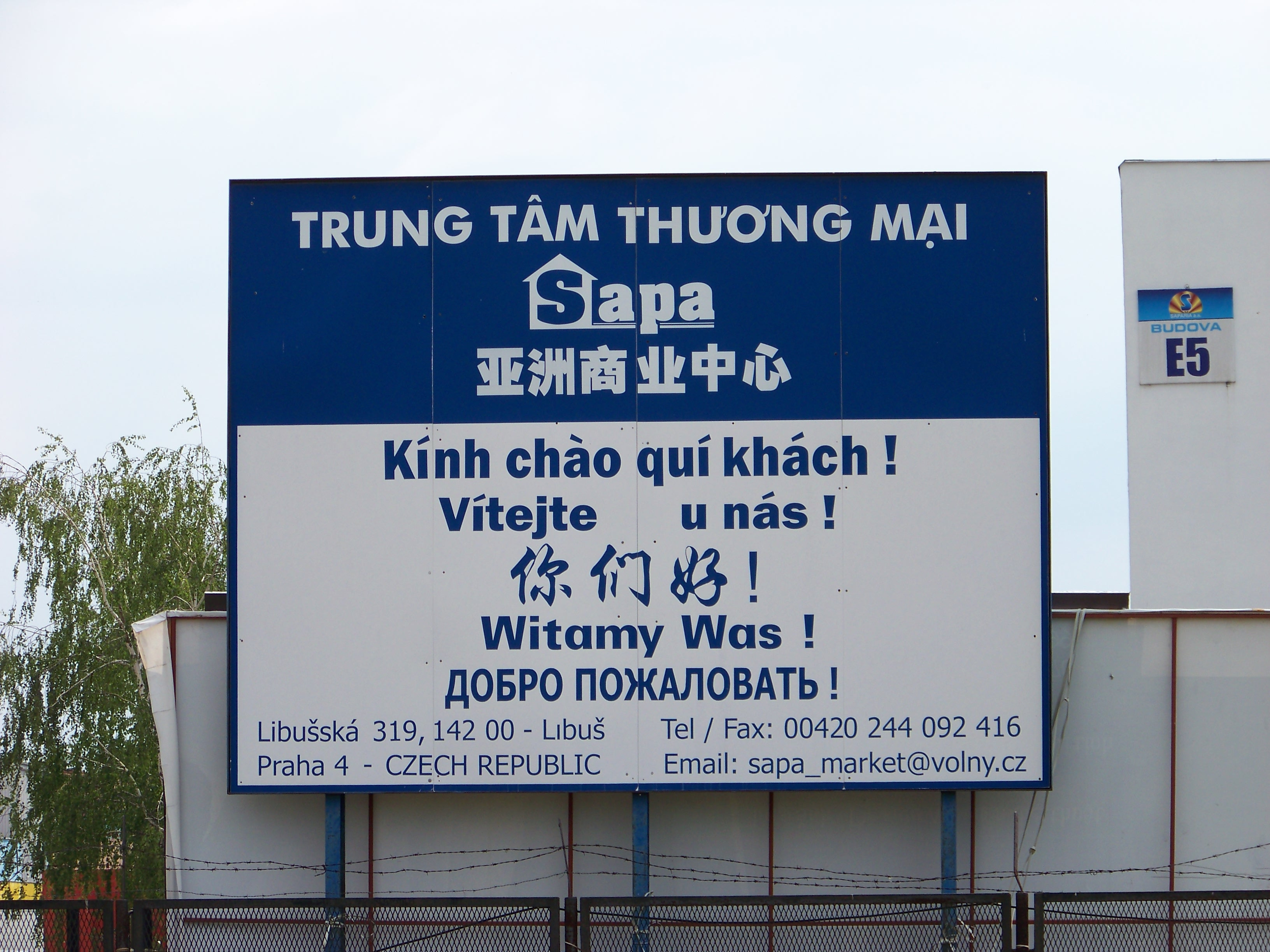
Uvítací cedule TTTM Sapa ve vietnamštině, češtině, čínštině, polštině a ruštině

Dne 17. dubna 2012 uspořádala občanská sdružení META a Klub Hanoi pro veřejnost komentovanou prohlídku písnického areálu, jejímž cílem bylo ukázat, že Sapa není divokou asijskou džunglí. Návštěvníci měli možnost zhlédnout mateřskou školu, buddhistický chrám nebo prodejnu tradičních vietnamských potravin.
Od roku 2016 zde fungují pravidelné exkurze od skupiny Sapa Trip, které účastníkům odhalují nejen areál obchodního centra, ale přibližují i vietnamskou gastronomii, vietnamskou komunitu a jejich kulturu v Česku.

#### Nerealizovaný plán modernizace
Společnost Saparia v listopadu 2011 oznámila, že připravuje podklady pro významnou modernizaci areálu. Dle spelukací se areál měl o několik hektarů rozšířit, zatímco vedení města i městské části se pomocí územního plánu rozhodlo rozšíření zabránit. Zástupci Sapy koupili pozemky od areálu směrem k Vídeňské ulici. Má zde být mimo jiné postaven největší buddhistický chrám v České republice. V říjnu 2011 předložila Saparia plán na přestavbu areálu ministerstvu životního prostředí v rámci procesu EIA. Přestavba podle něj měla být dokončena do roku 2020. Bývalá budova jatek se má přeměnit v restauraci, laboratoř v lékařskou ordinaci a čistírna odpadních vod v restauraci a společenské prostory. Sklady měly zabírat asi 15,9 ha; 22,5 ha by zabíraly obchody, restaurace, provozovny řemesel a služeb a zdravotnické zařízení. Po dokončení rekonstrukce by v areálu mělo pracovat asi 1240 lidí v 600 provozovnách, uvnitř areálu má být parkoviště pro 1488 aut a vně areálu pro dalších 250. Měla zde vzniknout kancelářská budova, 6 lékařských ordinací a mateřská škola pro 120 dětí.

#### Metro D
K roku 2025 k realizaci plánu modernizace nedošlo. Kolem roku 2030 při Sapě dojde k výstavbě stanice linky metra D „Písnice", čímž se tržnici výrazně zlepší dopravní obslužnost. Výstup z metra se bude nacházet přímo před vstupem do areálu.
Druhá generace Vietnamců v Sapě také zakládá startupy, které se snaží digitalizovat obchody v Sapě.

#### Návštěva vietnamského premiéra
V lednu 2025 navštívil Sapu v rámci návštěvy Česka na pozvánku premiéra Petra Fialy vietnamský premiér Phạm Minh Chính. S ním Sapu navštívila také řada vietnamských ministrů, zástupci obchodu a novináři.

## Popis
Na ploše cca 35 hektarů zde k roku 2012 podniká přes 7 tisíc osob, převážně Vietnamců. Krom běžného sortimentu vietnamských trhovců, jako je oblečení, domácí potřeby nebo potraviny, se zde nachází i řada restaurací a nabízejí i služby určené též českým Vietnamcům, například pojištění, transfery peněz do Vietnamu, letenky, právní a poradenský servis, svatební salón, fotosalon, specializované knihkupectví atd. Funguje zde vietnamská školka s celodenním provozem. Vietnamské děti, které již umí výborně česky, se zde doučují základy vietnamštiny; v jazykovém centru se vietnamští dospělí i děti doučují češtinu. Sídlí zde také redakce několika vietnamských periodik či nahrávací studio. Je zde i velké množství heren – gamblerství podle iDnes vietnamská komunita u svých členů poměrně toleruje, a proto je velkým problémem.
Jsou zde dva kulturní sály pro více než pět set lidí, ročně se zde koná kolem 50 tradičních asijských svateb, ale také plesy a jiné kulturní akce. Probíhají zde oslavy tradičních asijských svátků, na podzim například Trung Thu, oslava luny „uprostřed podzimu“, zakončená lvím tancem, která zahrnuje dětský den s pouťovými atrakcemi (kolotoče, autíčka), soutěžemi pro děti a odměňováním dětí, které dosáhly nejlepších školních výsledků. Zejména o sobotách a nedělích se sem sjíždějí Vietnamci z celého Česka a nakupují zde zboží pro své obchody – Sapa jim slouží jako velkoobchod, „vietnamské Makro“. Tržnice je otevřená českým návštěvníkům, ti zde nemají vážnější potíže.

### Buddhistický chrám

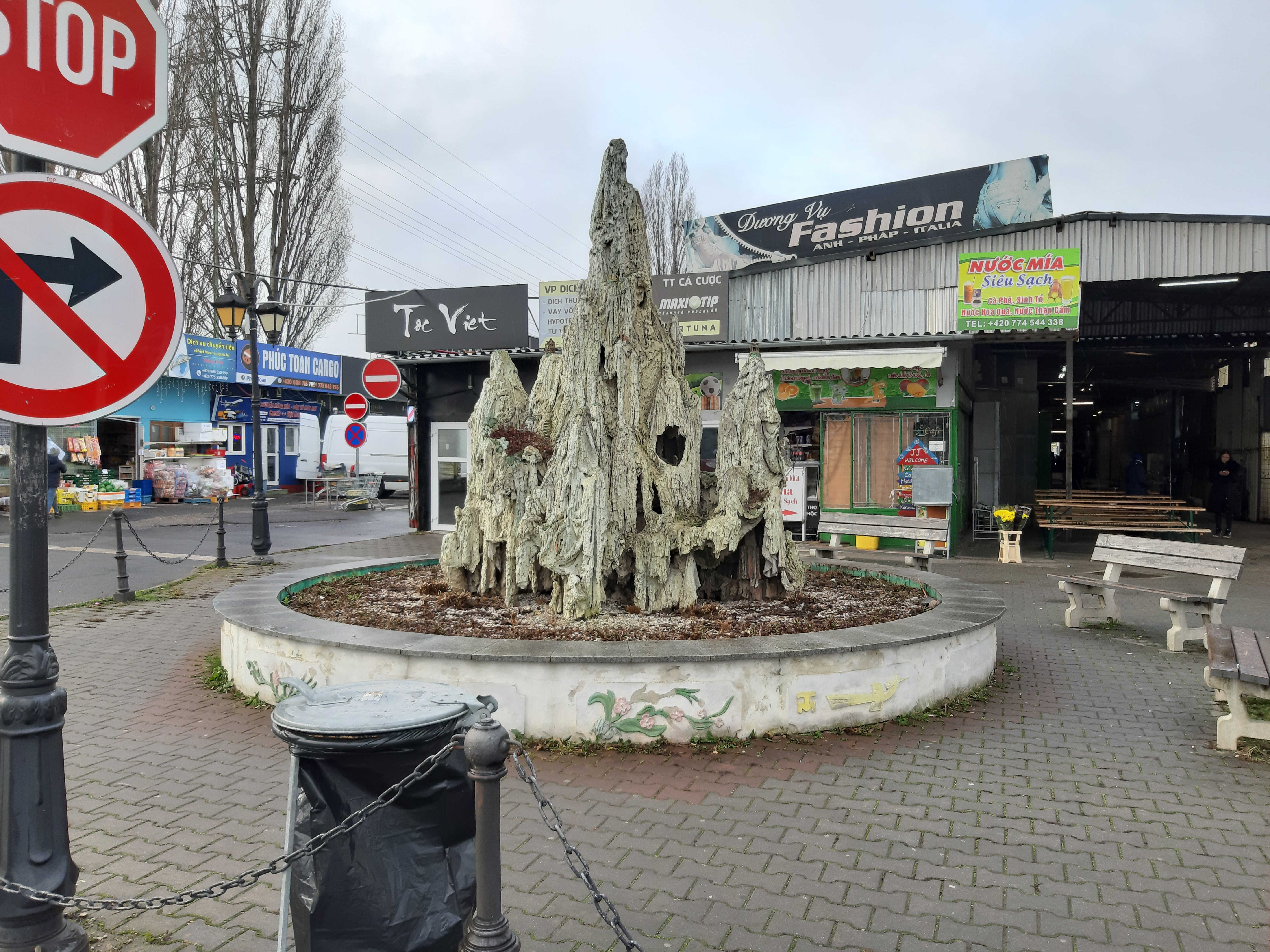
Sousoší v Sapě

Návštěvníky zdejšího buddhistického chrámu jsou jednak zdejší mniši, kteří bydlí přímo v chrámu, nosí hnědý šat a každý den zde oslavují Buddhu, jednak další lidé, kteří chrám navštěvují v určité dny, obyčejně první den nového měsíce nebo patnáctého nového měsíce. Jako obětní dary Vietnamci nosí Buddhovi například čerstvé ovoce, květiny nebo vonné tyčinky. V přízemí je místnost, kam věřící přinášejí obětiny, v patře budovy se nachází modlitební místnost s větším oltářem a sochami. Podle zástupce předsedy společnosti Le Duy Ky není chrám uzavřený a zájemci ho mohou navštívit.
Vietnamské buddhistické sdružení v ČR usiluje o postavení nového, většího chrámu v zamýšleném vietnamském kulturním centru vedle areálu Sapa, jak v dubnu 2012 oznámila novinářům kněžka a předsedkyně sdružení Vu Thi Thu. Pro kulturní centrum již bylo zakoupeno 1,2 ha pozemků mezi areálem Sapa a Vídeňskou ulicí, ale dosud se nepodařilo získat stavební povolení.

Budhistický chrám v TTTM Sapa
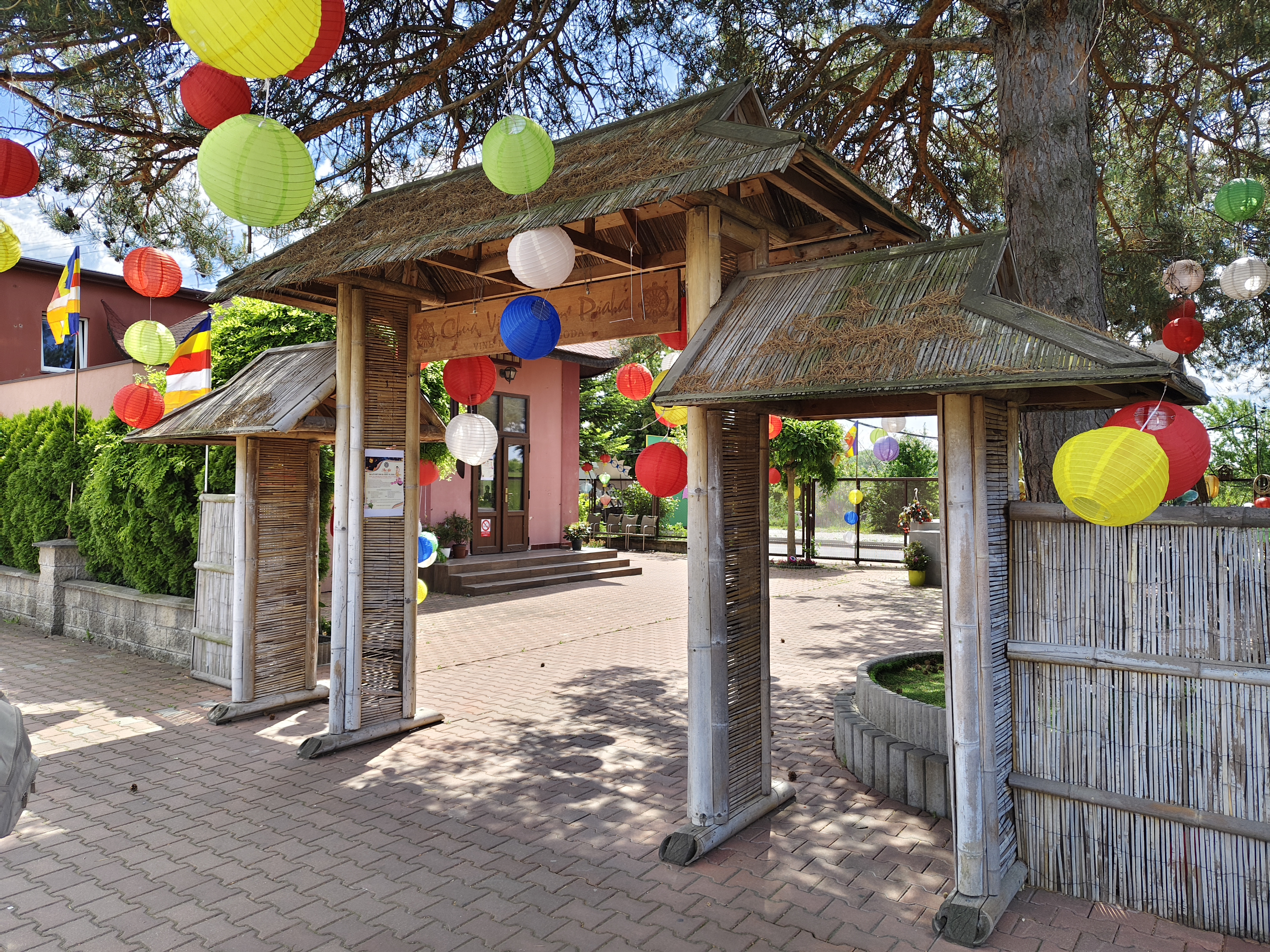
Vstupní brána do areálu buddhistického chrámu
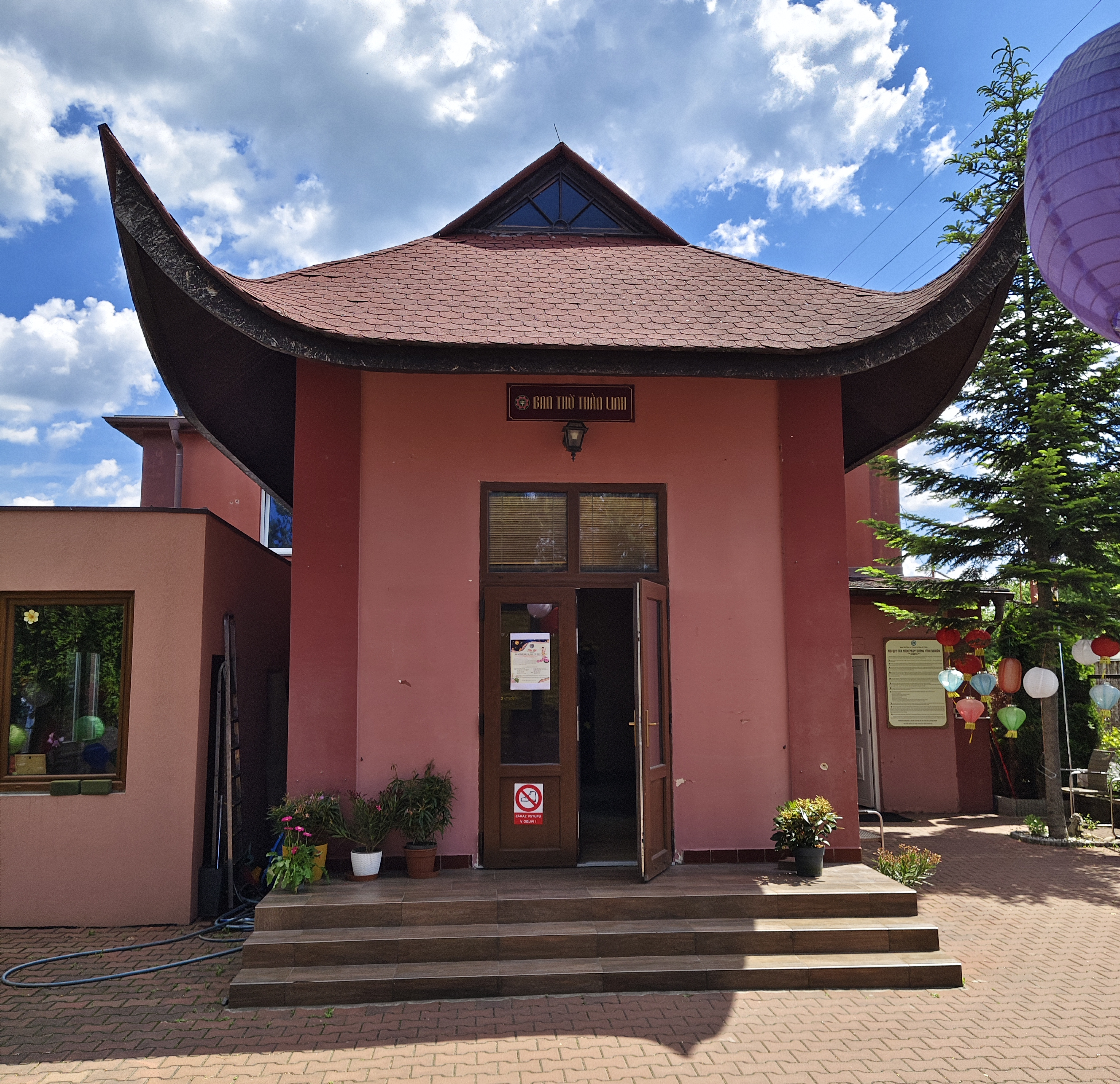
Vstup do budhistického chrámu
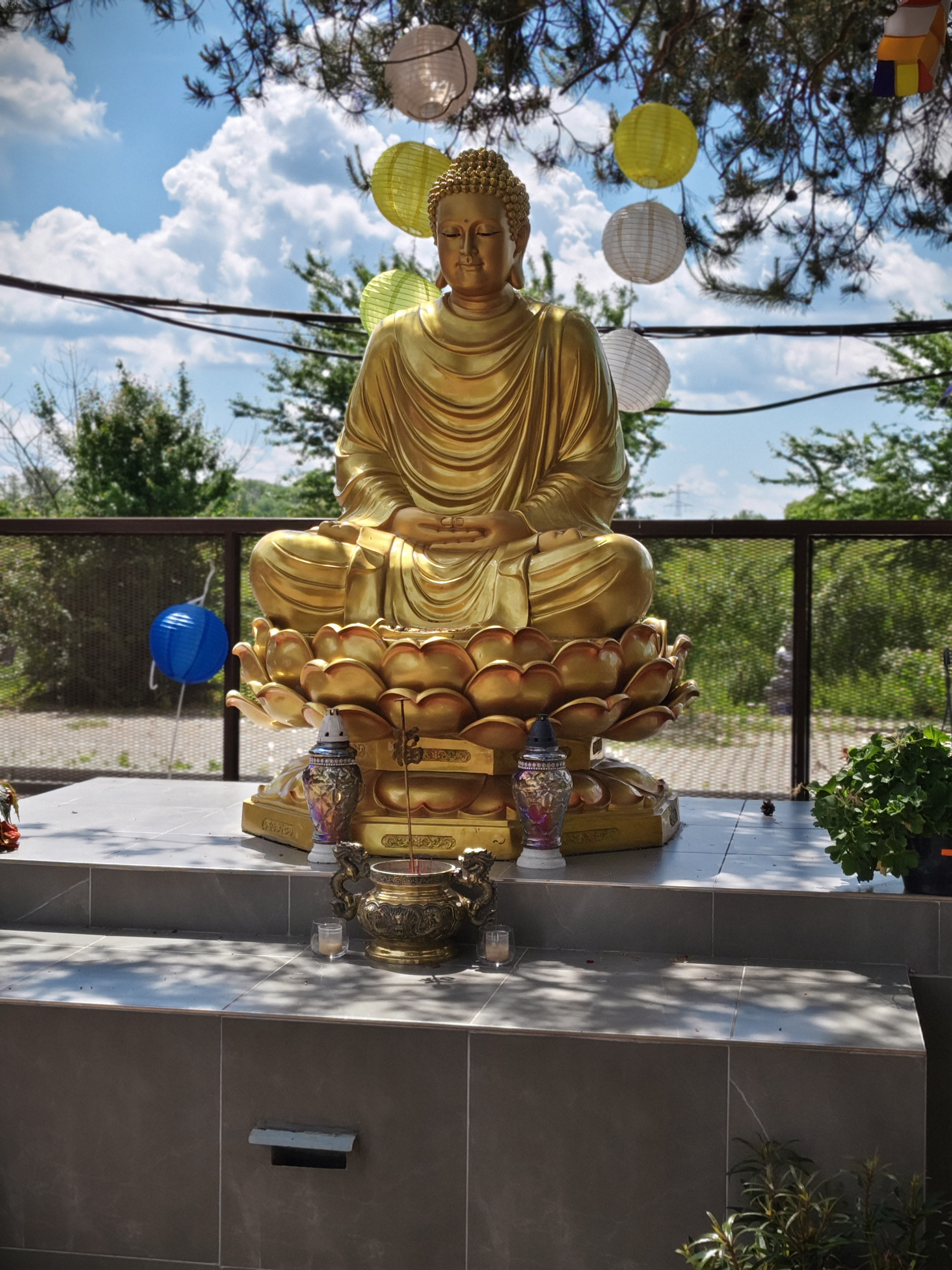
Socha Buddhy v areálu buddhistického chrámu

## Požáry
Pražští hasiči si od počátku uvědomovali, že tržnice je rizikovým místem, a proto zde v září 1999 uspořádali cvičení zásahu.

### 1999
Dne 20. listopadu 1999 zde pak vypukl opravdový požár, následkem výbuchu v jedné z kójí. Šířil se neobyčejně rychle, hasiči přijeli půl hodiny před půlnocí, zásah komplikovali obchodníci, kteří se snažili zachraňovat své zboží. Zasahovalo celkem 21 jednotek, z toho 9 z Hasičského záchranného sboru Praha, dalších 5 z pražských podniků a 7 dobrovolných z městských částí. Zraněno bylo osm hasičů, z toho dva vážněji. Škoda byla odhadnuta na 200 milionů korun a za příčinu požáru bylo určeno úmyslné zapálení.

### Září 2008
Dne 7. září 2008 došlo v areálu k požáru. Podle předsedy Česko-vietnamské společnosti Marcela Wintera byl požár způsobený tím, že se areál za pochodu přestavuje, a tři oficiální protipožární kontroly po požáru 7. září prý neshledaly ani jednu závažnou závadu.

### Listopad 2008

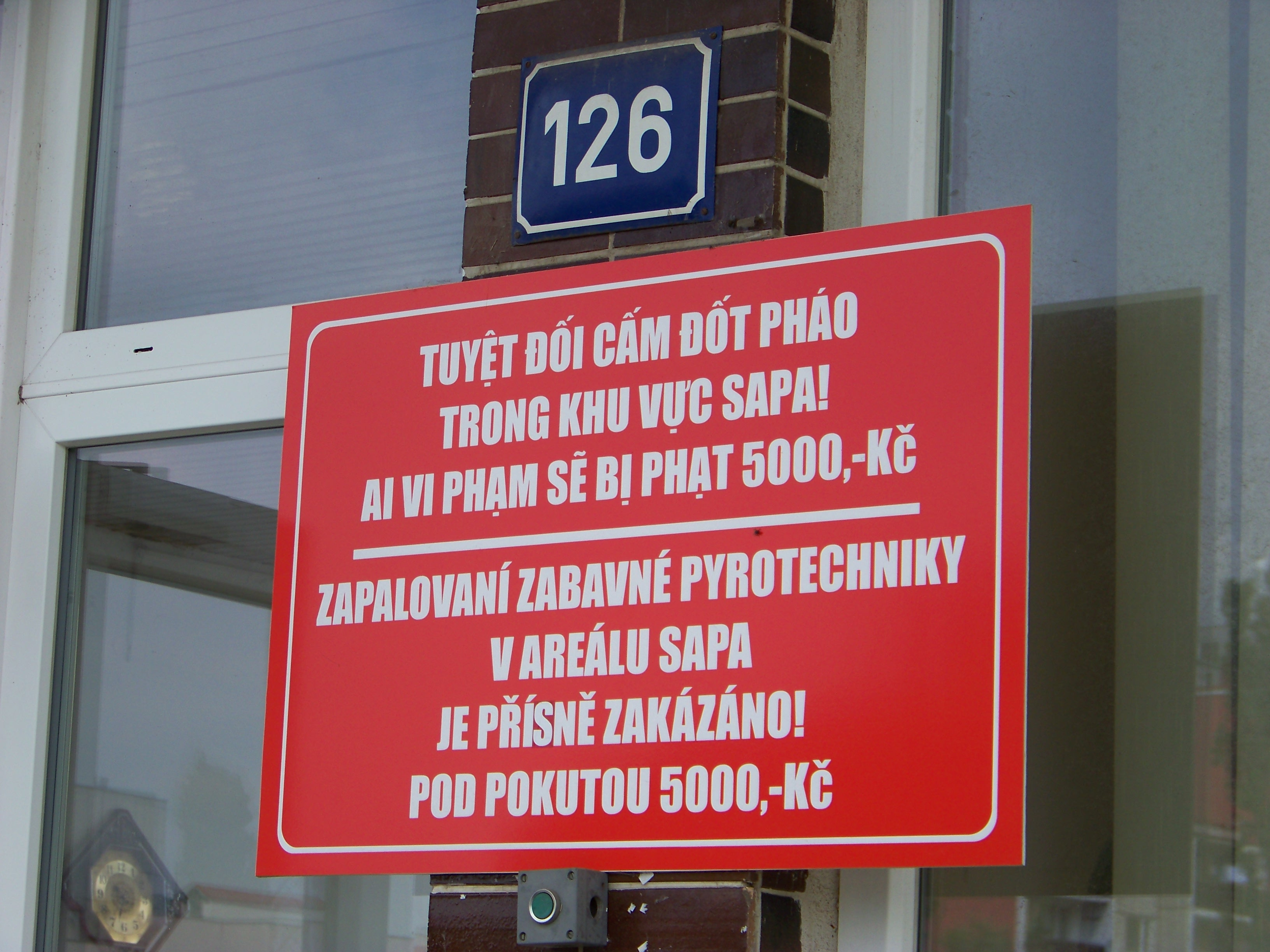
Protipožární opatření zavedené po požáru v roce 2008

Dne 6. listopadu 2008 v půl jedné ráno došlo v areálu k dalšímu rozsáhlému požáru skladů textilu a obuvi, v těsném sousedství skladu pyrotechniky, který byl v rámci zásahu vyklizen. Nezpůsobil ztráty na životech, vznikly kvůli němu ale škody přibližně 200 milionů korun. Hasičský zásah patřil mezi ty, při nichž bylo nasazeno nejvíce požárních sil v historii České republiky. Účastnilo se ho 954 hasičů z 81 jednotek z 6 krajů, vystřídalo se zde 80 % pražských hasičů. Hašení trvalo 181 hodin, dostání ohně pod kontrolu 19 hodin. Požár byl tak svým rozsahem a nasazením sil a prostředků větší než zásah při požáru Průmyslového paláce na Výstavišti, který se odehrál 16. října, měsíc před největším požárem Sapy.

Zápach byl cítit ve větší části Prahy, na Praze 4 nebylo doporučeno vycházení. Policejní vyšetřování na základě výpovědí svědků zamítlo verzi, že šlo o žhářství, a připustili verze nedbalosti a technické závady. Byly zjištěny stavební úpravy v rozporu s dokumentací i porušení protipožárních předpisů a policie je vyšetřovala jako podezření z obecného ohrožení. Provozovatel dostal od hasičů pokutu půl milionu Kč, na horní hranici sazby. Po požáru provedli systematickou kontrolu dalších tržnic v Praze, ale nikde jinde už tak závažné nedostatky neobjevili. Vzniklé škody přesáhly škody 200 milionů korun.

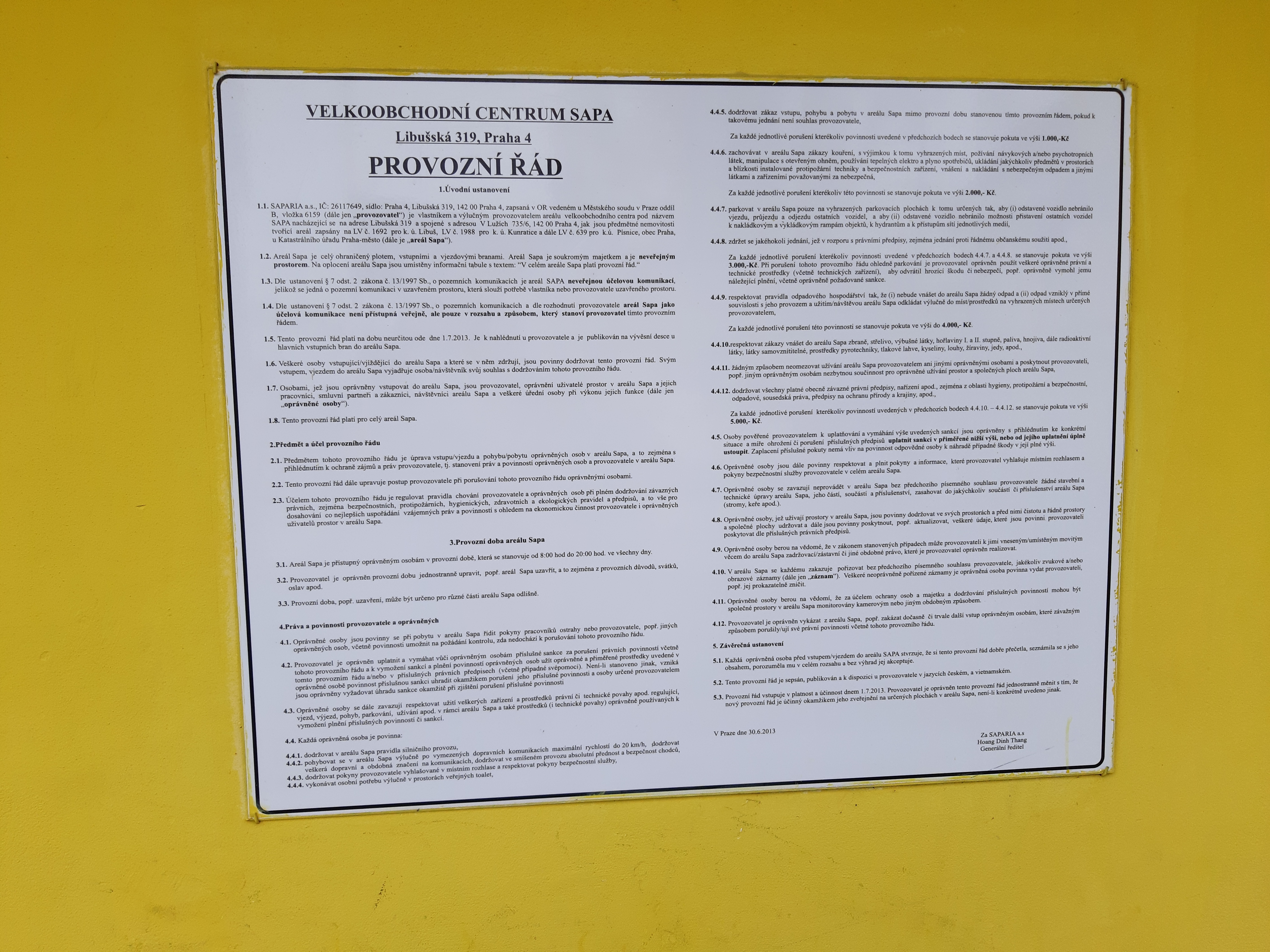
Návštevní řád – fotografie pořízena v lednu 2023

### Prosinec 2024
Dne 24. prosince 2024 hořel v Sapě jeden ze skladů, byl vyhlášen 2. stupně požárního poplachu. Během odpoledne se požár podařilo dostat pod kontrolu, hasiči museli rozebrat střechu. Poranil se majitel skladu, majetková škoda byla odhadnuta na 3 miliony.

## Komunita Vietnamců v okolí Sapy
V říjnu 2011 místní starosta uvedl, že oficiálně žije v Písnici a Libuši 3,5 až 4 tisíce Vietnamců, reálně až k 9 tisícům. Vietnamci obývají asi 10 % bytů v městské části. Předsedkyně Výboru pro multikulturní soužití zastupitelstva městské části Praha-Libuš Pavla Jedličková v dubnu 2010 uvedla, že do Sapy zamířilo množství Vietnamců, kteří kvůli krizi přišli o práci a vytvářejí zde ghetto, které je záležitostí republikové bezpečnosti. Podle ní má SAPA vlastní vnitřní systém pravidel a je srdcem a mozkem vietnamské komunity v České republice. V tržnici kromě Vietnamců podnikají také Číňané, Poláci, Turci, Indové, ale i Češi. Tržnice má dopravní značky s unikátními dodatkovými tabulkami mj. ve vietnamštině.

## Vlastník
Vlastníkem areálu a provozovatelem písnické tržnice je společnost SAPARIA a. s., zapsaná do obchodního rejstříku 5. října 1999, v jejích statutárních orgánech byli a jsou výhradně lidé s vietnamskými jmény.
Původně bylo jmění rozděleno na listinné akcie na majitele, 19. prosince 2006 byly nahrazeny 576 listinnými akciemi na jméno v nominální hodnotě po 10 000 Kč (základní jmění společnosti tedy je 5,76 milionu Kč). Převod akcií je od dubna 2011 podmíněn souhlasem valné hromady, přičemž je stanovena podmínka, aby prodávající (pokud neprodává všechny své akcie) ani kupující neměl po transakci menší než 1% podíl na společnosti.

## Hygienické a bezpečnostní problémy

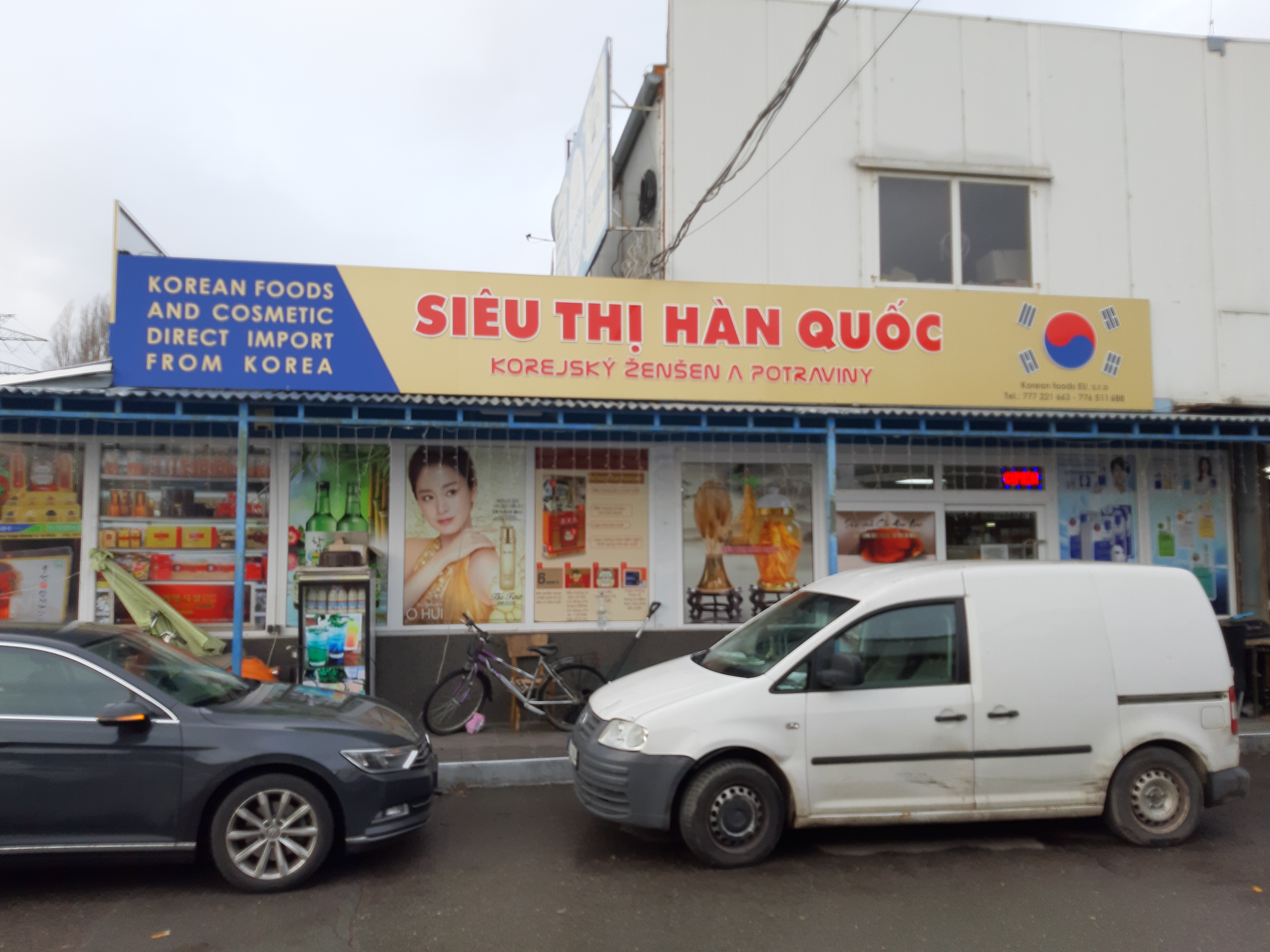
Obchod s korejským zbožím v Sapě

Podle tehdejšího starosty Koubka až 40 % Vietnamců přišlo do městské části po roce 2007, ale asi 10 % z nich přišlo vlivem krize o práci a vytvářejí tak podhoubí pro kriminalitu. Problémem ve vztahu ke starousedlíkům je podle poslankyně Jany Černochové i odlišný životní styl Vietnamců, jichž například bydlí i 60 v jednom bytě a lidé podle ní ve svých popelnicích nacházejí odpad z tržnice s údajně až 10centimetrovými červy. Libušští starousedlíci z domu Na Domovině 1 svépomocí hlídali dům před Vietnamci, kteří prý do jejich domu chodili užívat halucinogenní látky a společné prostory domu užívali jako záchod. Zastupitelka Pavla Jedličková, která byla v té době předsedkyní Výboru pro multikulturní soužití MČ Praha-Libuš, vyzvala Saparii, a. s., aby situaci s Vietnamci v tomto domě řešila.[zdroj?] Společnost to však odmítla s tím, že je obchodní společností, která není zodpovědná za chování Vietnamců v Libuši obecně.[zdroj?]
Po požáru v listopadu 2008 zřídil bezpečnostní výbor zastupitelstva městské části Praha-Libuš koordinační skupinu pro řešení situace v tržnici. Skupina se však sešla jen třikrát a její činnost vyzněla do ztracena. Městská část Praha-Libuš v roce 2010 v souvislosti se situací na svém území vyčítala pražskému magistrátu, že nemá žádnou integrační politiku, zatímco policie a odbor pro azylovou a migrační politiku ministerstva vnitra alespoň nějakou snahu projevily. Starosta Libuše Petr Mráz zaslal koncem března 2010 ministru vnitra dopis, v němž varoval, že hrozí založení skutečné domobrany, ale ministr jej podle iDnes odbyl tím, že žádný nárůst kriminality v Libuši neregistruje. Od roku 2010 je pro dohlížení na pořádek v areálu určen speciální sedmičlenný policejní tým.
V květnu 2011 inspektoři Státní zemědělské a potravinářské inspekce nařídili uzavřít sklad potravin v budově B1 a zakázali použít zde uskladněných asi 25 tun potravin, protože zde našli myší trus, pobíhající hlodavce, volně pohozený jed na hlodavce a některé potraviny okousané hlodavci a znečištěné močí, přičemž ve skladu byl cítit silný zápach a zatuchlina. Asi 400 kg potravin bylo v době kontroly odvezeno k likvidaci. V předcházejících týdnech inspekce z podobných důvodů nařídila uzavření dvou supermarketů na jiných místech, Kaufland a Ahold.
V polovině října 2011 sněmovní výbor pro obranu a bezpečnost za účasti pražského primátora Bohuslava Svobody projednával vytvoření speciálního policejního týmu a strategie k řešení problémů tržnice, mezi nimiž byla zmiňována distribuce drog, prostituce a prodej pašovaného zboží a padělků značkového zboží.
Podle místopředsedkyně sněmovního výboru Jany Černochové přerostl vážný komunální problém v celorepublikový (stejný názor prezentovala již dříve zastupitelka městské části Pavla Jedličková poté, co se na jaře 2009 nepohodla s představitelem Saparie, a. s.). Tehdejší místní starosta Jiří Koubek ocenil, že se problém dostal na půdu sněmovny. Na primátora sněmovní výbor apeloval, aby nepodlehl tlakům na změnu územního plánu.
16. listopadu 2011 projednával branný a bezpečnostní výbor poslanecké sněmovny informaci tajné služby, že se v areálu vyskytují drogy, perou se tam špinavé peníze, dochází k velkým daňovým únikům a vyloučit se nedá ani organizovaný zločin. Podle společnosti Saparia probíhá v Sapě podnikatelská činnost v souladu s českými právními předpisy a občasné přestupky nájemců či návštěvníků tvoří jen velmi malé procento z obrovského počtu. Předseda sněmovního výboru pro obranu a bezpečnost František Bublan a policejní prezident Petr Lessy potvrdili, že se zde neodehrává zvýšená trestná činnost, ale Lessy zmínil možnost výskytu drog, praní špinavých peněz a daňových úniků a napojení případného organizovaného zločinu na státní správu a z toho vyplývající nízkou objasněnost trestné činnosti. Idnes.cz zmínila podezření, že kontroly jsou nedůsledné a podnikatelé jsou o nich informováni předem.
Sdružení Člověk v tísni uspořádalo o situaci v tržnici setkání s vietnamskými studenty. Ti rovněž tvrdili, že obchod s drogami, prostitucí nebo padělky značkového zboží jsou okrajovými jevy, které se týkají jen jednotlivců. Informace o blížících se kontrolách se podle nich sice občas po tržnici šíří, ale většinou jde jen o fámy. Problémem podle citovaných vietnamských studentů je, že ve vedení společnosti Saparia jsou starší lidé, kteří neumějí dostatečně česky a neumějí komunikovat s médii a reklamními agenturami, a také zanedbání investic, které se podílelo na nedávném požáru.
Za rok 2011 policie v Sapě prověřila 2000 lidí a 350 prodejních míst, přičemž zadržela 10 hledaných a 10 vyhoštěných osob, 17 lidí s nelegálním pobytem a odhalila 17 případů drogové kriminality. Spolu s obchodní inspekcí a celní správou policie zabavila zboží za 137,3 milionů Kč. Na jaře 2012 přislíbila Saparia a. s. do konce roku 2013 zavřít většinu podniků zaměřených na hazard, například 8 z 12 kasin, přičemž městská část plánovala zakázat hazard v celé městské části.
V polovině dubna 2012 nařídil stavební úřad městské části Praha 12 demolici čtyř plechových budov, které nemají patřičná povolení. Jednou z těchto budov je restaurace.
Saparia a. s. získala rovněž areál bývalých drůbežářských závodů v Xaverově v Horních Počenicích. Bezpečnostní výbor Zastupitelstva hl. m. Prahy projednával situaci v areálech Sapa a Xaverov například 17. května 2010. Stejně jako dosud v Sapě, také v Xaverově byla zjištěna nepovolená stavební činnost a užívání prostor v rozporu s posledním kolaudovaným stavem.
8. července 2008 došlo v tržnici k ubodání Vietnamce. 27. července 2009 byla v jednom z kontejnerů nalezena další mrtvola, ve značném stupni rozkladu, 3. září 2009 policie zatkla 24letého cizince podezřelého z vraždy.

## V kultuře
V Sapě byl mj. natáčen český film Miss Hanoi, v hlavní roli David Novotný a Ha Thanh Špetlíková jako dvojice detektivů vyšetřující vraždu v souvislosti s vietnamskou komunitou.